# College Football Playoff National Championship Game
Das College Football Playoff National Championship Game ist ein seit 2014 jährlich ausgetragenes College Football Postseason-Spiel, bei dem der nationale Titelträger der NCAA Division I ausgespielt wird. Die Partie dient als Finalspiel der College Football Playoffs, an denen die vier besten Mannschaften der Vereinigten Staaten teilnehmen. Dieser Spielmodus löste die Bowl Championship Series und das BCS National Championship Game ab, mit denen von 1998 bis 2013 der College-Football-Meister ermittelt wurde. Jetzt werden die vier Mannschaften von einem Komitee bestimmt, welche in zwei Halbfinals die Finalteilnehmer ausspielen. Das Finale wird in einem neutralen Stadion ausgetragen, welches aus einer Gruppe von Bewerbern ausgewählt wird.

## Aktueller Champion
Die Michigan Wolverines dürfen sich seit dem 8. Januar 2024 durch einen 34:13-Sieg gegen die Washington Huskies College Meister 2023 nennen und krönten damit eine perfekte Saison (15:0 Siege). Das Spiel fand vor 72.808 Zuschauen im NRG Stadium in Houston, der Heimstätte des NFL-Teams Houston Texans, statt und wurde im deutschen Fernsehen vom TV-Sender ProSieben Maxx übertragen. Für das Team aus Michigan um Head Coach Jim Harbaugh ging damit eine lange Durststrecke zu Ende. Die letzte Meisterschaft gewannen sie, mit Star-Quarterback Tom Brady als Ersatzspieler, 1997. Als Trainer stand zu dieser Zeit Lloyd Carr an der Seitenlinie.
Jim Harbaugh ist seit 2015 Head Coach in Michigan. Zuvor trainierte er von 2011 bis 2014 die San Francisco 49ers, mit denen er 2013 den Super Bowl XLVII erreichte. Das Spiel ging als „Brother Bowl“ in die Geschichte ein, denn Jim stand seinem Bruder John als Head Coach der Baltimore Ravens gegenüber.

## Ergebnisse
| Saison | Datum           | Gewinner                     | Gewinner | Verlierer                    | Verlierer | Stadion                                         | Zuschauer | MVP                                                 |
| ------ | --------------- | ---------------------------- | -------- | ---------------------------- | --------- | ----------------------------------------------- | --------- | --------------------------------------------------- |
| 2014   | 12. Januar 2015 | 4 Ohio State Big-Ten-Meister | 42       | 2 Oregon Pac-12-Meister      | 20        | AT&T Stadium Arlington, Texas                   | 85.788    | Ezekiel Elliott (Offense) Tyvis Powell (Defense)    |
| 2015   | 11. Januar 2016 | 2 Alabama SEC-Meister        | 45       | 1 Clemson ACC-Meister        | 40        | University of Phoenix Stadium Glendale, Arizona | 75.765    | O. J. Howard (Offense) Eddie Jackson (Defense)      |
| 2016   | 9. Januar 2017  | 2 Clemson ACC-Meister        | 35       | 1 Alabama SEC-Meister        | 31        | Raymond James Stadium Tampa, Florida            | 74.512    | Deshaun Watson (Offense) Ben Boulware (Defense)     |
| 2017   | 8. Januar 2018  | 4 Alabama                    | 26       | 3 Georgia SEC-Meister        | 23        | Mercedes-Benz Stadium Atlanta, Georgia          | 77.430    | Tua Tagovailoa (Offense) Daron Payne (Defense)      |
| 2018   | 7. Januar 2019  | 2 Clemson ACC-Meister        | 44       | 1 Alabama SEC-Meister        | 16        | Levi’s Stadium Santa Clara, Kalifornien         | 74.814    | Trevor Lawrence (Offense) Trayvon Mullen (Defense)  |
| 2019   | 13. Januar 2020 | 1 LSU SEC-Meister            | 42       | 3 Clemson ACC-Meister        | 25        | Mercedes-Benz Superdome New Orleans, Louisiana  | 76.885    | Joe Burrow (Offense) Patrick Queen (Defense)        |
| 2020   | 11. Januar 2021 | 1 Alabama SEC-Meister        | 52       | 3 Ohio State Big-Ten-Meister | 25        | Hard Rock Stadium Miami Gardens, Florida        | 14.926    | DeVonta Smith (Offense) Christian Barmore (Defense) |
| 2021   | 10. Januar 2022 | 3 Georgia                    | 33       | 1 Alabama SEC-Meister        | 18        | Lucas Oil Stadium Indianapolis, Indiana         | 68.311    | Stetson Bennett (Offense) Lewis Cine (Defense)      |
| 2022   | 9. Januar 2023  | 1 Georgia SEC-Meister        | 65       | 3 TCU                        | 7         | SoFi Stadium Inglewood, Kalifornien             | 72.628    | Stetson Bennett (Offense) Javon Bullard (Defense)   |
| 2023   | 8. Januar 2024  | 1 Michigan Big Ten-Meister   | 34       | 2 Washington Pac-12-Meister  | 13        | NRG Stadium Houston, Texas                      | 72.808    | Blake Corum (Offense) Will Johnson (Defense)        |
| 2024   | 20. Januar 2025 | 8 Ohio State                 | 34       | 7 Notre Dame                 | 23        | Mercedes-Benz Stadium Atlanta, Georgia          | 77.660    | Will Howard (Offense) Cody Simon (Defense)          |

### Teams nach Erfolgen
| Team                      | Titel | Finale | Halbfinale |
| ------------------------- | ----- | ------ | ---------- |
| Alabama Crimson Tide      | 3     | 6      | 8          |
| Clemson Tigers            | 2     | 4      | 6          |
| Ohio State Buckeyes       | 2     | 3      | 6          |
| Georgia Bulldogs          | 2     | 3      | 3          |
| Michigan Wolverines       | 1     | 1      | 3          |
| LSU Tigers                | 1     | 1      | 1          |
| Notre Dame Fighting Irish | 0     | 1      | 3          |
| Washington Huskies        | 0     | 1      | 2          |
| Oregon Ducks              | 0     | 1      | 1          |
| TCU Horned Frogs          | 0     | 1      | 1          |
| Oklahoma Sooners          | 0     | 0      | 4          |
| Texas Longhorns           | 0     | 0      | 2          |
| Cincinnati Bearcats       | 0     | 0      | 1          |
| Florida State Seminoles   | 0     | 0      | 1          |
| Michigan State Spartans   | 0     | 0      | 1          |
| Penn State                | 0     | 0      | 1          |

Stand: Januar 2025